# Rhynchippus
Rhynchippus is een geslacht van uitgestorven notoungulate zoogdieren uit het Late Oligoceen van Zuid-Amerika. Het geslacht werd voor het eerst beschreven door Florentino Ameghino in 1897 en de typesoort is R. equinus, met lectotype MACN A 52–31. Fossielen van  Rhynchippus  zijn gevonden in de Sarmiento-formatie van Argentinië, de  Salla en Petaca Formation van Bolivia en in de Tremembé Formation van Brazilië .

## Beschrijving
Rhynchippus was ongeveer 1 m lang en woog tot 120 kg, met een diep lichaam en drie klauwende tenen aan elke voet. Hoewel de tanden extreem leken op die van paard of neushoorn, was Rhynchippus eigenlijk een familielid van Toxodon, die tanden had ontwikkeld die geschikt waren om te grazen via convergente evolutie. In tegenstelling tot zijn verwanten had Rhynchippus geen grote slagtanden. Ze hadden dezelfde grootte en vorm als de snijtanden. Tandglazuur op de kiezen liet het toe om taai voedsel te kauwen. Het geslacht toont overeenkomsten met Mendozahippus, Eurygenium en Pascualihippus. In 2016 in paleontologie van zoogdieren werd een goed bewaard exemplaar van R. equinus beschreven door Martínez et al. uit de Sarmiento-formatie in Patagonië. Door het buitengewone behoud van het exemplaar konden de onderzoekers de drie verbonden ruimtes waarderen die een zwaar pneumatisch middenoor vormen, de epitympanische sinus, de trommelholte zelf en de ventrale expansie van de trommelholte door de opvallend opgeblazen bullae.

## Paleo-ecologie
Fossielen van Rhynchippus zijn gevonden in verschillende fossielhoudende stratigrafische eenheden in Zuid-Amerika, allemaal beperkt tot het Zuid-Amerikaanse landzoogdiertijdperk van Deseadan. Verschillende exemplaren zijn afkomstig van de Sarmiento-formatie in het Golfo San Jorge-bekken in het zuiden van Patagonië, met andere vondsten uit de Petaca-formatie van de Subandean-gordel in Bolivia, de Salla-formatie uit hetzelfde land en de Tremembé-formatie van het Taubaté-bekken in het oosten van Brazilië. De formaties Sarmiento en Salla hebben gezorgd voor een rijke verzameling van vele zoogdieren en terreurvogels, zoals Physornis. De fauna-verzameling van Rhynchippus fossiele locaties bestaat ook uit verschillende krokodillen, slangen (Madtsoia), gehelmde stierkikkers, een meerval Taubateia paraiba en de kaaiman Caiman tremembensis. De Tremembé-formatie staat bekend om het behoud van verschillende insecten.